# Jeune Homme (film)
Pour les articles homonymes, voir Jeune Homme.
Pour plus de détails, voir Fiche technique et Distribution.
Jeune Homme est un film suisse réalisé par Christoph Schaub, sorti en 2006. Le titre de la version originale est sous-intitulé « Aupair ist Männersache » (Le séjour au pair est une affaire d'homme).

## Synopsis
Sebastian Zollweger (Matthias Schoch) est un jeune homme de 18 ans de la région de Zurich. Son père (Hanspeter Müller-Drossaart) attend impatiemment qu'il se décide à reprendre l'entreprise familiale, une imprimerie. Sebastian n'en a aucune envie, et décide de passer une année en Suisse romande, comme « jeune homme au pair ». Cette idée déclenche l'ire de son père. Pour lui, le fait que son fils fasse le choix d'exercer une activité en général réservée aux jeunes filles démontre un penchant à l'homosexualité, éventualité qui lui déplairait fortement. Sa sœur, plus taquine, lui offre une édition richement illustrée du Kamasutra.
Il trouve rapidement une famille d'accueil à Genève : en effet, Madame Dumoulin (Alexandra Vandernoot), qui a passé une annonce pour une jeune fille « au pair », se méfie des regards attentionnés de son mari sur les jeunes postulantes qui défilent. Le « jeune homme au pair » lui apparaît donc comme une alternative aussi inespérée qu'idéale.
À ses débuts, Sebastian va avoir des difficultés à s'adapter à ce nouveau monde, aux multiples aspects du travail ménager, à la Suisse romande ou aux enfants Dumoulin. Mais finalement, il parviendra à trouver les solutions à tous les problèmes, aussi bien aux siens qu'à ceux de la famille Zollweger et à ceux de la famille Dumoulin.

## Fiche technique
- Titre allemand : Aupair ist Maennersache
- Réalisation : Christoph Schaub
- Scénario : Elisabeth Lajarige Diot, Christoph Schaub, Maya Todeschini
- Production :  T&C Film AG
- Image : Stéphane Kuthy
- Musique : Balz Bachmann
- Son : Luc Yersin
- Montage : Marina Wernli
- Durée : 90 minutes
- Dates de sortie : 
  - Suisse : 5 janvier 2006 (version allemande)
  - France : 14 octobre 2006

## Distribution
- Matthias Schoch : Sebastian Zollweger
- Alexandra Vandernoot : Madeleine Dumoulin
- Didier Flamand : Hugues Dumoulin
- Jennifer Decker : Élodie Dumoulin
- Chloé Drevon, Noémi Drevon : Mahaut Dumoulin
- Hanspeter Müller-Drossaart : Ernst Zollweger
- Anne-Marie Kuster : Sonja Zollweger
- Mona Petri : Kathrin Zollweger
- Nathalie Grandhomme : Evelyne Carter
- Anne-Marie Kuster : Sonja Zollweger
- Léandre Duggan : Ben Dumoulin
- Louis-Charles Finger : le professeur de français
- Marina Guerrini : Manuela
- Lea Whitcher : Heidi

## Analyse et commentaires

### Particularités
Une particularité notable du film est qu'il est proprement bilingue. Les scènes se déroulant en Suisse allemande sont jouées en dialecte zurichois, tandis que les scènes genevoises le sont en français, sous-titrées en allemand dans la version originale. En revanche, la version française du film ne comprend aucun sous-titrage,.

### Thèmes

#### Dépassement duRöstigraben
Le film est tout d'abord une comédie qui se rit de la « barrière des röstis », la frontière linguistique et culturelle qui sépare la Suisse alémanique de la Romandie. Telle était déjà l'idée du producteur du film, Marcel Hoehn : décrire de manière satirique ce «Röstigraben» et montrer les efforts d'un jeune homme résolu à le dépasser. L'aspect linguistique de la barrière donne lieu à de nombreux quiproquos, souvent au détriment du jeune homme. Mais son dialecte peut aussi devenir son arme secrète, qui lui permet d'injurier ses employeurs en toute impunité.
La confrontation des communautés fournit le principal ressort comique du film. Le choc des langues suscite certes de nombreux pataquès amusants, mais le décalage n'est pas seulement culturel et linguistique, il est aussi social : le héros passe d'« une petite bourgeoise alémanique à la grande bourgeoisie romande ». Le milieu familial de Sebastian est décrit comme borné, rural et obtus, en opposition avec celui de sa famille d'accueil, dont la grande villa est un modèle d'élégance et de modernité.

#### Passage de l'adolescence à l'âge adulte
Le film s'articule autour du passage progressif du jeune homme de l'adolescence à l'âge adulte, symbolisé par exemple par le rasoir électrique que son père lui offre au début du film pour ses dix-huit ans et qu'il commence à employer dans une des dernières scènes. On suit chez Sebastian sa découverte de l'amour, de la sexualité, de la complexité des relations familiales, puis son entrée dans le monde professionnel.
Le film joue aussi de l'inversion des sexes, l'un des grands moteurs de la comédie de l'âge classique hollywoodien. Le jeune homme, après quelques mésaventures, finit par très bien réussir dans une activité jusque-là presque exclusivement réservée aux filles.
Mais le film traite aussi l'éducation sexuelle de son protagoniste par une voisine bien plus âgée et très entreprenante. Après cette sorte d'initiation à la sexualité, il découvre l'amour avec une fille de son âge.

### Accueil et critiques
De manière générale, le film est plutôt bien accueilli, aussi bien par le public que par la presse suisse. Ainsi, la Weltwoche salue un film à la fois drôle et romantique, qui décrit de manière sympathique les problèmes et le dépassement du «Röstigraben», tandis que la psychologie des personnages est dépeinte avec finesse et ironie. La Neue Zürcher Zeitung voit dans le film de Schaub une réussite, rarement atteinte dans le cinéma de Suisse alémanique : réaliser une comédie qui traite de la sexualité sans tomber dans le cynisme ou la vulgarité. De son côté, le Tages Anzeiger évoque une comédie charmante, qui joue sur les clichés culturels et les rôles sexuels. La qualité du jeu des acteurs est presque partout reconnue. En Suisse romande, Antoine Duplan, dans L'Hebdo, parle d'une « charmante comédie bilingue » qui, malgré beaucoup de clichés, « devrait faire l’unanimité nationale » en réconciliant les deux parties linguistiques de la Suisse.
En revanche, le chroniqueur cinéma du quotidien Le Temps, Norbert Creutz, affirme que Schaub, le réalisateur, se révèle « incapable de viser plus haut qu'un film gentillet [qui] égratigne l'institution familiale pour mieux réintégrer son giron », et que le seul avenir que pourrait avoir le film serait le sitcom TV.

## Autour du film
- Les scènes en Suisse allemande ont été tournées à Affoltern am Albis, dans le canton de Zurich. Les scènes en Suisse romande ont été tournées à Genève et à Blonay.
- Il s'agit du premier rôle au cinéma pour Matthias Schoch[8].
- Le film est traduit en turc en 2009 par la chaîne TV 8, sous le titre de Delikanlı[9].
- Le film a été traduit en espagnol, sous le titre de Se busca Kanguro.
- Le producteur, Marcel Hoehn, affirme avoir tiré l'inspiration du film après avoir regardé un reportage de la SRF consacré à un jeune homme suisse-allemand en séjour au pair en Romandie[4].

## Distinctions
- 2006 : Primé au Festival international du film de Locarno[10]
- 2007 : Nommé au Swiss Film Prize